# 小魔女帕妃2
《小魔女帕妃2》（ハートフルメモリーズ 〜Little Witch Parfait 2〜）是日本工畫堂所製作的魔法店經營遊戲，由大宇資訊代理。
由同社・黑貓組負責開發，人設是羽音たらく。

## 概要
以《小魔女帕妃》的2年後的費洛愛爾摩斯作舞台的續篇。沒有前作和其姊妹作《小魔女蕾妮特》的百合情節，以主人公（男）為視點的戀愛模擬強大要素強烈。然而，遊戲的基本，經營黑貓魔法店這點是沒有改變。
2003年11月28日，發售對應Windows2000、XP，更改為媒體為DVD-ROM的DVD版。在2005年3月25日，工畫堂發售系列中5部作品的合輯「小魔女帕妃完全版」。

## 故事
主人公因受重傷而倒下，被搜集魔法藥材料的帕妃發現而得到救助。除了名稱外，其餘記憶都失去的主人公，接受帕妃的提議於黑貓魔法店幫忙。
在泉邊相遇的不思議少女—露提爾、狙擊主人公性命的女劍士—萊娜、還有黑騎士…。主人公逐漸取回記憶，相應地一件重要事實愈來愈明顯。

## 登場人物
浩治（Koji）（可更改名稱）
主人公。在因受傷而倒下時被帕妃所救，失去記憶。在黒貓魔法店幫忙，其後慢慢恢復記憶。
根據推測主角是屬於現代的時代的人發生一場意外不知為何就跑到了帕妃的世界去,
主人公的青梅竹馬跟妹妹長得跟帕妃和露提爾一模一樣,髮色不同而已。最後一個隱藏路線可以知道故事的一些真相。
帕妃‧修克雷爾（Parfait Sucreal，聲：古山貴實子）
女主角。黒貓魔法店的店主。1月24日生日，16歲。雖然已還清債務，店鋪的生意也很平穩，但資金依然短缺，由於以前為了救芙蘿蕾‧米爾菲亞用盡了全部魔力因: : 此現在沒魔力了。在這次故事中有可能會死亡，而投胎到現代的時代。或是生了主人公的孩子,與主角繼續待在這裡。
露提爾‧艾爾‧薩列（Lutill El Salre，聲：堀江由衣）
女主角。風之國佛爾拉特的留学生。9月20日生日，14歳。在牛角屋麵包店中打工。在休息日於森林之泉唱歌時，與主人公有著決定命運般的邂逅，其實是個公主
只有可可特知道。
芙蘿蕾‧米爾菲亞（Flore Milfia，聲：三五美奈子）
帕妃的好友。6月11日生日，16歲。在2年前，雖從熱死病中走出鬼門關，但卻失去視力。能聽到精靈的聲音。
雖不能追求但在故事有重要的環節。
萊娜‧佛賽爾（Raina Forzel，聲：真田麻美）
頭有貓耳的女劍士。9月8日生日，10歲。故鄉是火之國波爾卡迪亞。曾因要為其姐復仇而狙擊主人公的性命，以此事為緣機，在解開誤會後與主人公一同在黒貓魔法店幫忙。
可可特‧科爾雪（Cocotte Kirsche，聲：水橋香織）
露提爾的朋友。8月24日生日，14歲。在其姐—蕾妮特擔任菲利王子的護衛而離開國家，代替她打理著微笑魔法店，算是黑貓店的勁敵，
但關係沒有因此很差。玩家不能追求。
修伊‧傑諾瓦茲（Hughi Genoise，聲：青木誠）
貴族之子。與露提爾是童年玩伴。
黑皮（Sakemasu，聲：三田友子）
帕妃的使魔，黑貓，有收集彈珠的嗜好。
妮如（Neige，聲：藤田夏海）
主人公某日在森之泉巧遇的小白龍，喜歡亮亮的東西，後來成為其使魔。
黒騎士（Black Knight，聲：中村秀利）
謎之騎士。好像以前跟主角有相識但直到最後還是不明。

## 製作成員
- 人物設定：羽音たらく

## 主題歌
主題曲「poetrylove 〜出会いは詩うように〜」（情詩般的愛情）
作詞：貝阿弥範明
作曲・編曲：馬場信繁
主唱：堀江由衣

## 外部連結
- ハートフルメモリーズ （页面存档备份，存于）（工畫堂官方網頁）（日語）